# Atharisme
 (août 2015).
L'atharisme, théologie traditionaliste, théologie des salaf ou théologie hanbalite est un mouvement érudit islamique, né à la fin du VIIIe siècle de notre ère, qui rejette pour une partie d'entre eux la théologie islamique rationaliste (kalam) au profit d'un textualisme strict dans l'interprétation du Coran et des hadith,. Le nom vient de « tradition » dans son sens technique comme traduction du mot arabe hadith.

## Présentation
Certains adeptes de la théologie traditionaliste (wahhabisme), croient que le sens zahir (littéral, apparent) du Coran et du hadith sont les seules autorités en matière de croyance et de droit et que la raison ne doit pas être utilisée pour infirmer des textes ou les interpréter métaphoriquement. Ils font une lecture littérale du Coran, par opposition à une interprétation ta'wil (métaphore). Ils ne cherchent pas à conceptualiser rationnellement les significations du Coran et croient que leurs réalités, la modalité devraient être confiées à Dieu seul (tafwid de la modalité).
Au contraire, d'autres atharis reconnaissent l'orthodoxie des acharis et des maturidis et ils ne rejettent pas le kalam. Ils suivent Ibn Qudāma et Muhammad Sālim al-Safārīni.

## Sources
- (en) Binyamin Abrahamov, « Scripturalist and Traditionalist Theology », dans Sabine Schmidtke, The Oxford Handbook of Islamic Theology, Oxford, Oxford University Press, 2014 (lire en ligne )
- (en) Catarina Belo, « Theology », dans Ibrahim Kalin, The Oxford Encyclopedia of Philosophy, Science, and Technology in Islam, Oxford, Oxford University Press, 2014 (lire en ligne )
- Jonathan Porter Berkey, The Formation of Islam : Religion and Society in the Near East, 600-1800, Cambridge University Press (Kindle edition), 2003
- (en) Jonathan Porter Berkey, « Islam », dans Robert Irwin, The New Cambridge History of Islam, vol. 4 : Islamic Cultures and Societies to the End of the Eighteenth Century, Cambridge University Press, 2010
- Khalid Blankinship, The early creed, vol. The Cambridge Companion to Classical Islamic Theology, Cambridge University Press (Kindle edition), 2008
- Jonathan A.C. Brown, Hadith : Muhammad's Legacy in the Medieval and Modern World, Oneworld Publications (Kindle edition), 2009
- (en) Jonathan A.C. Brown, « Salafism », dans Oxford Bibliographies, Oxford, Oxford University Press, 2009b (lire en ligne )
- (en) Racha El Omari, « Theology », dans Gerhard Böwering et Patricia Crone, The Princeton Encyclopedia of Islamic Political Thought, Princeton University Press, 2013
- (en) Henri Laoust, « Hanabila », dans P. Bearman, Th. Bianquis, C.E. Bosworth et al., Encyclopaedia of Islam, vol. 3, Brill, 1986, 2e éd.
- Jeffry R. Halverson, Theology and Creed in Sunni Islam : The Muslim Brotherhood, Ash'arism, and Political Sunnism, Springer (Google Play edition), 2010
- Marshall G. S. Hodgson, The Venture of Islam, Volume 1 : The Classical Age of Islam, University of Chicago Press (Kindle edition), 2009
- (en) Jon Hoover, « Ḥanbalī Theology », dans Sabine Schmidtke, The Oxford Handbook of Islamic Theology, Oxford, Oxford University Press, 2014 (lire en ligne )
- Ira M. Lapidus, A History of Islamic Societies, Cambridge University Press (Kindle edition), 2014, 1020 p. (ISBN 978-0-521-51430-9, présentation en ligne)
- Oliver Leaman, The developed kalām tradition, vol. The Cambridge Companion to Classical Islamic Theology, Cambridge University Press (Kindle edition), 2008
- Scott C. Lucas, « Theology », dans Medieval Islamic Civilization: An Encyclopedia, Josef W. Meri, 2005{{Article encyclopédique}} : l'usage du paramètre |périodique = Routledge laisse présager

- (en) Oliver Leaman, « Ahl al-Ḥadīth », dans John L. Esposito, The Oxford Encyclopedia of the Islamic World, Oxford, Oxford University Press, 2009 (lire en ligne )
- (en) Emad el-Din Shahin, « Salafīyah », dans John L. Esposito, The Oxford Encyclopedia of the Islamic World, Oxford, Oxford University Press, 2009 (lire en ligne )
- (en) Ahmed El Shamsy, « The social construction of orthodoxy », dans The Cambridge Companion to Classical Islamic Theology, Cambridge University Press (Kindle edition), 2008
- Aaron Spevack, The Archetypal Sunni Scholar : Law, Theology, and Mysticism in the Synthesis of Al-Bajuri, State University of New York Press, 2014